# Rigdom
Rigdom er et økonomisk begreb, som bruges om et overskud af værdier. Overskuddet kan tilhøre samfundet, det kan tilhøre klanen, eller det kan være samlet hos den enkelte i form af privat ejendom.
Rigdommen blev især synlig, da man fik indført pengeøkonomi. Fra det tidspunkt blev det nemlig muligt at langtidssikre sin rigdom ved at omveksle den til penge (lavet af ædelmetaller eller andre holdbare materialer). [kilde mangler]
Da rigdom giver indflydelse og status i samfundet, har man tidligt sammenlignet økonomisk rigdom med andre, mindre åbenlyse former for overskud: rigdom på fysisk styrke, på skønhed, på godhed, på klogskab, på ære, på velfærd osv. Det har medført, at ordet nu bruges lige så ofte om disse andre former for overskud, som det bruges om økonomisk velbjærgethed.